# Schlosspark Buckow (Märkische Schweiz)

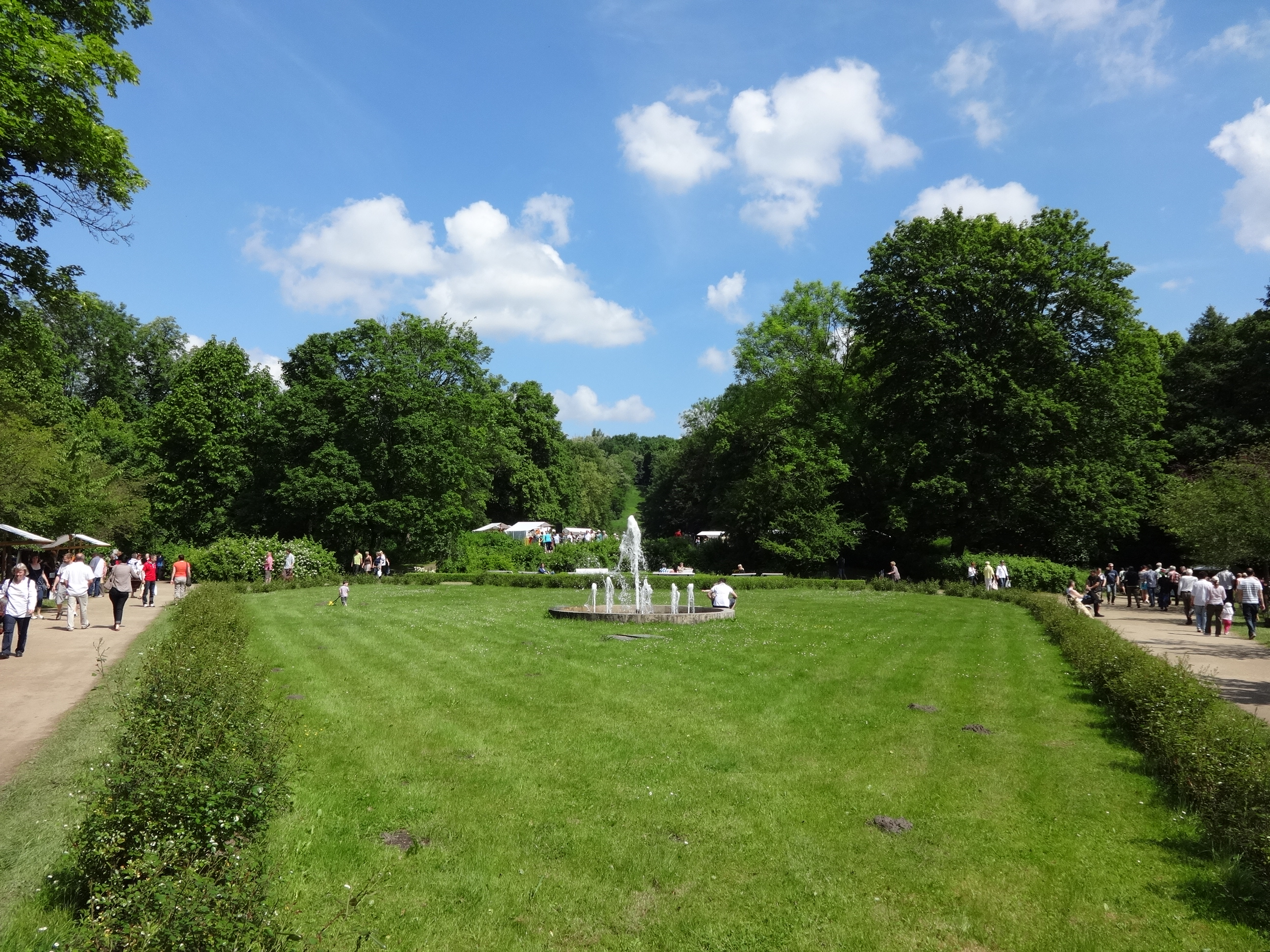
Schlosspark in Buckow

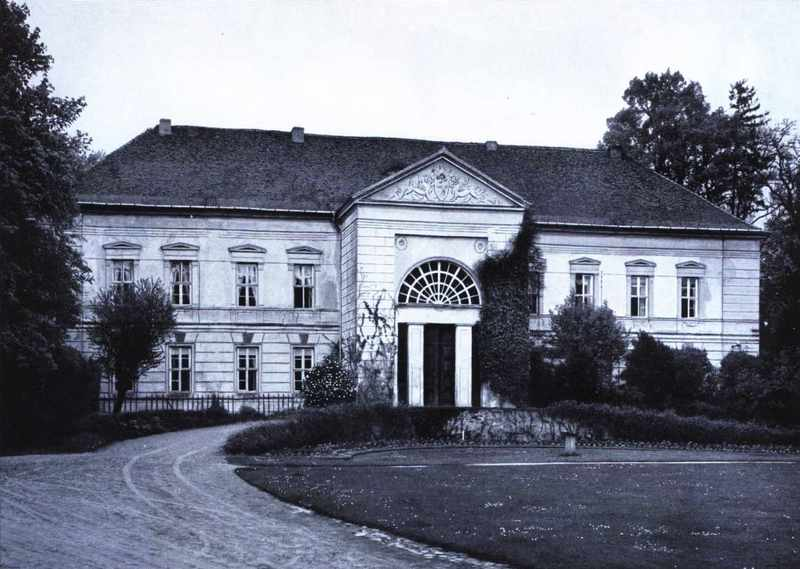
Einstiges Flemming’sches Schloss in Buckow, erbaut 1680, mit Fassade von Schinkel um 1802, abgerissen 1948

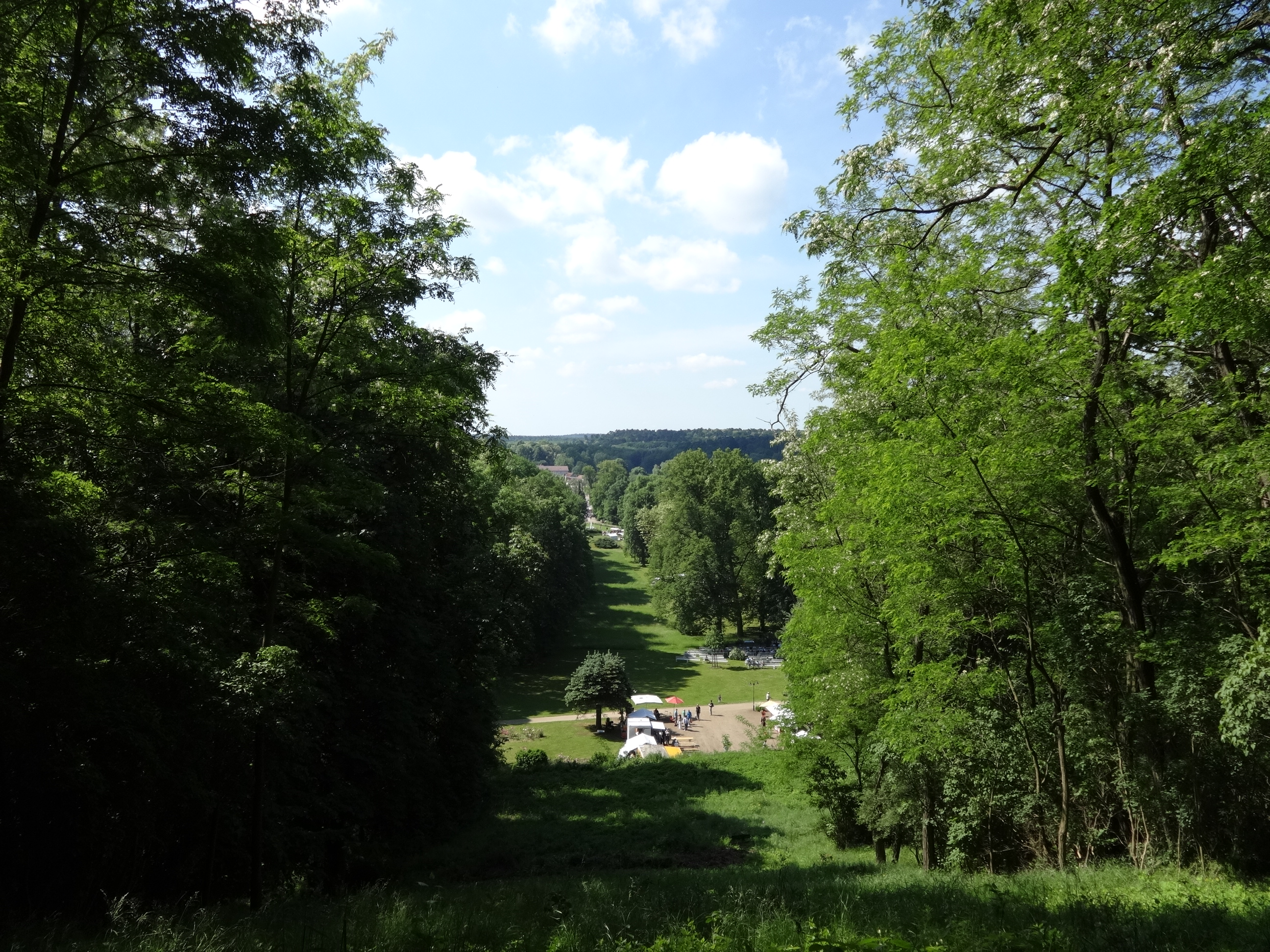
Blick vom Schlossberg in den Park

Der Schlosspark ist ein im 17. Jahrhundert entstandener, rund fünf Hektar großer Park in Buckow im Landkreis Märkisch-Oderland in Brandenburg.

## Lage
Der Park liegt nördlich des Marktplatzes von Buckow und ist dort rund 100 Meter breit. Er erstreckt sich auf rund 350 Metern Länge und verbreitert sich trapezförmig nach Norden hin bis auf rund 400 Meter. Dabei steigt er leicht um rund 5 Meter an. Ein Plateau zeigt an, wo sich seinerzeit das um 1680 erbaute Flemming’sche Schloss mit einer Fassade von Schinkel befand. Im Park befinden sich weiterhin eine Liegewiese, eine Boccia-Bahn, ein Kinderspielplatz sowie eine Wasserfontäne. Im Westen wird der Park durch einen Entwässerungsgraben, im Osten vom Griepensee und im Norden durch den 61 Meter hohen Schlossberg begrenzt. Der Haupteingang befindet sich am Marktplatz hinter dem Kultur- und Tourismusamt, welches in das Gebäude des alten Warmbades eingezogen ist.

## Geschichte und heutige Nutzung
Die Entstehung des Parks ist eng mit der Errichtung des barocken Schlosses von Heino Heinrich vom Flemming im 17. Jahrhundert verbunden. Auf seine Veranlassung hin entstand ein Lustgarten mit geometrisch angeordneten Blumenbeeten sowie einem Nutzgarten, in dem frisches Obst und Gemüse für die Schlossküche kultiviert wurde. Im 18. Jahrhundert erfolgte ein Umbau zu einem Englischen Landschaftsgarten, der an Stelle der barocken Strenge eher durch ein luftig modelliertes Gelände und geschwungene Wege geprägt war. Sichtachsen ermöglichten einen Blick durch den Park. Ende des 19. Jahrhunderts erhielt der Park im nördlichen Teil seine heutige Gestalt. Das 1802 von Karl Friedrich Schinkel im klassizistischen Stil umgestaltete Schloss wurde im Zweiten Weltkrieg beschädigt und 1948 abgerissen. Die Fläche des Schlosses wurde in den Schlosspark miteinbezogen, wodurch eine durchgängige Verbindung zum Marktplatz entstand. Die Stadt legte dabei Rasenflächen an, die mit Rosenpflanzen gegliedert sind. Gleichzeitig rekonstruierte man das Angelhäuschen am Griepensee, dessen Entwurf auf Schinkel zurückgehen soll. Am Eingang befindet sich ein Kräutergarten nach Sebastian Kneipp, zu dessen Ehren auch eine Wassertretstelle am Eingang eingerichtet ist. Im Garten werden beispielsweise Baldrian, Fingerkraut, Goldmelisse, Johanniskraut aber auch die Kamille angebaut.
Der Park wird für eine Vielzahl an kulturellen Veranstaltungen genutzt, beispielsweise für die Freiluftkonzerte Klassik im Grünen, die Buckower Rosentage oder die Buckower Gartentage. Daneben werden Führungen durch den Kräutergarten angeboten.

## Flora
Die Rasenfläche ist an beiden Seiten von vorzugsweise heimischen Gehölzen begrenzt. Insgesamt befinden sind rund 30 Baumarten im Park, darunter Linden, Eichen, Erlen, Buchen, Ulmen, Eschen und der Ahorn, teilweise auch einzelne Fichten und Tannen. Entlang der Wege sind einige Rosskastanien, Platanen und die Kaukasische Flügelnuss gepflanzt. Die charakteristischen Bäume im Park werden durch Hinweisschilder erläutert. Zu sehen sind weiterhin ein Hain von Buchsbäumen, Flieder und der Europäische Pfeifenstrauch.

## Eiskeller

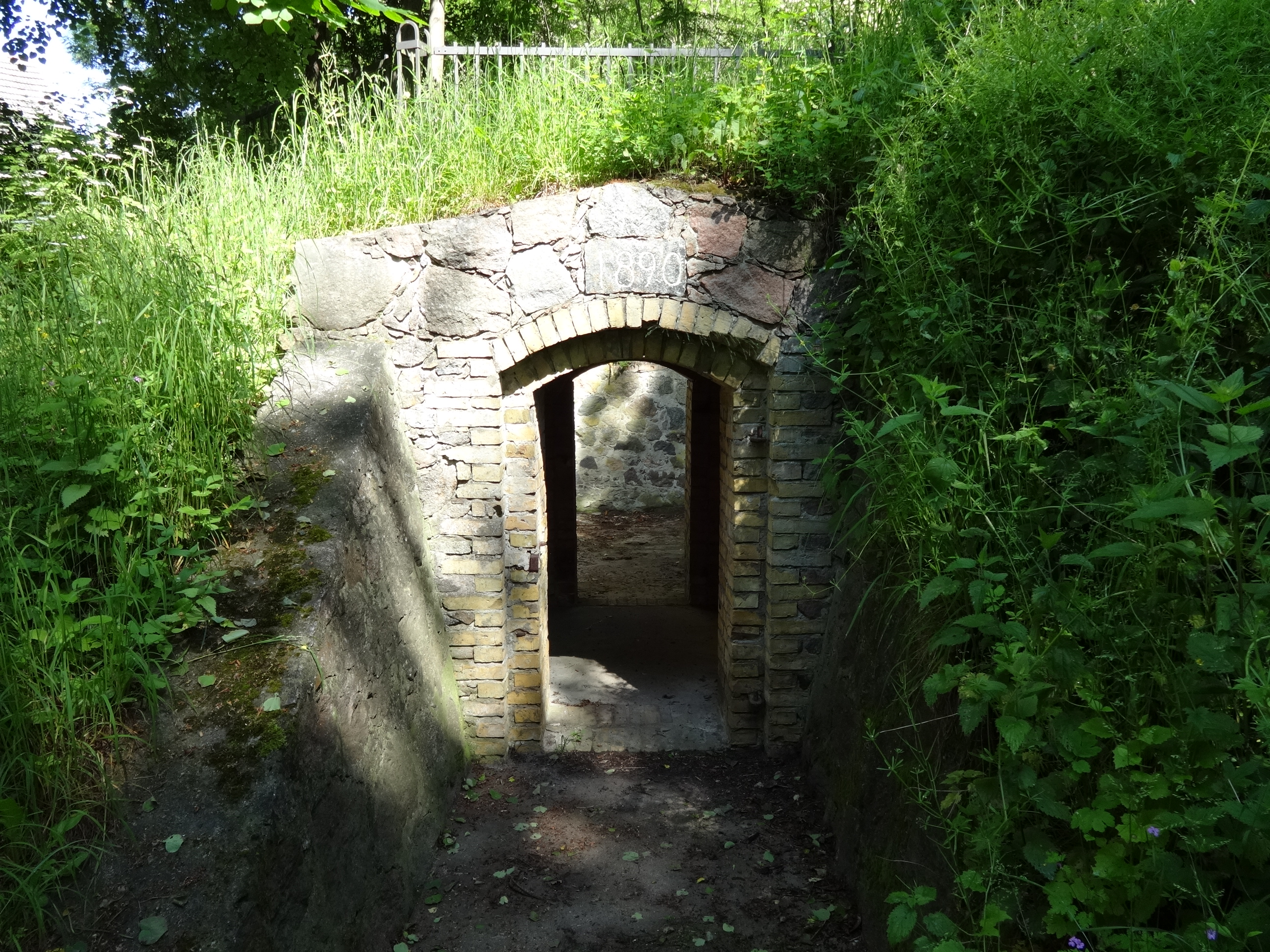
Eingang zum ehemaligen Eiskeller

Im nordwestlichen Teil des Gartens befindet sich eine Ruine eines Eiskellers. Dies ist das einzige Gebäude, welches von der ehemaligen Schlossanlage noch erhalten ist. Er entstand um 1890 und diente als Lagerraum für Eis in den Sommermonaten. Im Winter entnahm man mit Sägen große Blöcke Eis aus dem Schermützelsee. Mit Hilfe eines Fuhrwerks oder eines Schlittens brachte man diese zum Eiskeller und lagerte sie dort vermutlich auf Holzrosten ein. In der Mitte des kreisförmigen Kellers befand sich eine Ablaufrinne für Schmelzwasser. Die Kapazität soll für den Eisbedarf von zwei Jahren ausgereicht haben, da man nicht sicher sein konnte, dass es in jedem Winter hinreichend kalt wurde, um Eis auszubilden. Das Dach ist heute nicht mehr vorhanden; ein umlaufendes Gitter am oberen Teil wurde erst zu einem späteren Zeitpunkt als Schutz für die Besucher angebracht.